# Rives-du-Fougerais
Rives-du-Fougerais è un comune francese di 1.504 abitanti situato nel dipartimento della Vandea nella regione dei Paesi della Loira. È stato istituito il 1 gennaio 2024 dalla fusione dei precedenti comuni di Cezais, Saint-Sulpice-en-Pareds e Thouarsais-Bouildroux.